# 三藤達男
三藤 達男（みとう たつお、1950年 - ）は、日本の実業家。神奈川大学法学部法律学科卒業。2015年時点で岩手県から鹿児島県まで日本各地に約80店舗を展開する製パン会社ポンパドウル社長。

## 略歴
- 1950年（昭和25年） 神奈川県生まれ
- 父の起こした製パン事業「昭和堂」を手伝う
- 昭和44年、株式会社ポンパドウル取締役就任
- 昭和47年、神奈川大学法学部法律学科卒業
- 平成6年、株式会社ポンパドウル、株式会社横浜ポンパドウル、株式会社東京ポンパドウル代表取締役社長に就任。
- 平成15年5月21日、協同組合元町SS会理事長就任[1]。

## エピソード
- 2015年9月より2か月間、神奈川新聞で連載記事「わが人生」を寄稿[2]
- 2012年のCoupe du Monde de la Boulangerie(クープ・デュ・モンド・ドゥ・ラ・ブーランジュリー)2012年大会において日本代表チーム（株式会社ポンパドウルの佐々木卓也（専修大学卒）がメンバーの一人）が優勝した際には株式会社ポンパドウルがバックアップ体制をとった。[3][4]